# 카프지 전투
카프지 전투는 걸프 전쟁의 첫 주요 지상전이다. 이 전투는 1991년 1월 29일부터 2월 1일까지 사우디아라비아의 카프지 시와 그 주변에서 일어났다.
이라크 지도자 사담 후세인은 이미 사우디아라비아 진지와 석유 저장 탱크에 포격을 가하고 이스라엘에 스커드 지대지 미사일을 발사하여 연합군을 값비싼 지상전으로 끌어들이려 했으나 실패했고, 남부 쿠웨이트에서 사우디아라비아를 침공하라고 명령했다. 제1 및 제5 기계화사단과 제3 기갑사단은 카프지를 향해 다각적인 침공을 감행하여 해안선을 따라 사우디아라비아, 쿠웨이트, 미군과 교전하고, 지원 이라크 코만도 부대는 해상을 통해 더 남쪽으로 침투하여 연합군 후방을 교란하라는 명령을 받았다.
며칠 전 연합군 항공기의 공격으로 상당한 손실을 입은 이 세 사단은 1월 29일에 공격을 개시했다. 대부분의 공격은 미 해병대와 미 육군에 의해 격퇴되었지만, 이라크 전열 중 하나가 1월 29일 밤부터 30일 밤까지 카프지를 점령했다. 1월 30일부터 2월 1일까지 두 개의 사우디아라비아 국민위병 대대와 두 개의 카타르 전차 중대가 연합군 항공기와 미군 포병의 지원을 받아 도시를 되찾으려 시도했다. 2월 1일까지 도시는 43명의 연합군 전사자와 52명의 부상자를 내고 재탈환되었다. 이라크군 전사자는 60명에서 300명 사이였고, 약 400명이 포로로 잡혔다.
카프지 침공은 처음에는 바트당 이라크 정권의 선전전 승리였으나, 연합군이 신속하게 도시를 탈환한 전투는 지상군에 대한 공중 지원의 중요성을 보여주었다.

## 배경
1990년 8월 2일, 이라크 육군은 이웃 국가인 쿠웨이트를 침공하여 점령했다. 이란-이라크 전쟁의 불확실한 종결과 쿠웨이트와의 30년간의 정치적 갈등에 이은 이 침공은 사담 후세인에게 국내의 정치적 반대를 무마시키고 쿠웨이트의 석유 자원을 이라크의 것으로 추가할 기회를 제공했으며, 이는 유가 하락 시기에 큰 이점이 되었다.
이에 대응하여 유엔은 이라크군의 쿠웨이트 철수를 요구하는 일련의 결의안을 통과시키기 시작했다. 사우디아라비아가 다음으로 침공될 것을 우려한 사우디아라비아 정부는 즉각적인 군사 지원을 요청했다. 그 결과, 미국은 아라비아 반도에 연합군이라는 이름으로 다양한 국가의 병력을 집결시키기 시작했다. 처음에는 사담 후세인이 쿠웨이트와 이라크의 석유 생산 및 수출을 위협하여 연합군의 군사 행동을 저지하려 했다. 1990년 12월, 이라크는 아흐마디 선적 단지 지역의 유정을 파괴하기 위해 폭발물 사용을 실험하여 쿠웨이트의 석유 기반 시설을 대규모로 파괴할 능력을 개발했다. 1월 16일, 이라크 포병은 사우디아라비아 카프지의 석유 저장 탱크를 파괴했으며, 1월 19일에는 아흐마디 선적 단지의 펌프를 열어 원유를 페르시아만으로 쏟아부었다. 석유는 하루 200,000 배럴 (32,000 m3)의 속도로 바다로 흘러들어가 당시 최악의 생태 재해 중 하나가 되었다.
이러한 이라크의 위협에도 불구하고, 연합군은 1991년 1월 17일 38일간의 공중 캠페인을 시작했다. 연합군 항공기는 하루 약 2,000회 출격하여 이라크의 방공 시스템을 신속하게 무력화하고 이라크 공군을 효과적으로 파괴했으며, 이라크 공군의 일일 출격 횟수는 전쟁 전의 하루 약 200회에서 1월 17일까지 거의 0으로 급감했다. 캠페인 셋째 날에는 많은 이라크 조종사들이 파괴될 바에는 항공기를 타고 이란 국경을 넘어 도주했다. 공중 캠페인은 또한 지휘 통제 시설, 교량, 철도, 석유 저장 시설을 목표로 했다.
"공군은 결코 전쟁을 결정하지 못했다"고 말한 것으로 알려진 사담 후세인은 그럼에도 불구하고 공중 캠페인이 이라크의 국가 사기를 저하시킬 것을 우려했다. 이라크 지도자는 또한 미국이 전투에서 많은 병력을 잃는 것을 원치 않을 것이라고 믿었으며, 따라서 연합군 지상군을 결정적인 전투로 끌어들이려 했다. 지상전을 유발하기 위해 그는 이라크군에게 이스라엘에 스커드 미사일을 발사하도록 지시했으며, 동시에 쿠웨이트 유전 파괴를 계속 위협했다. 이러한 노력은 대규모 지상전을 유발하는 데 실패했고, 사담 후세인은 연합군에 큰 손실을 입히는 것을 목표로 사우디아라비아로 제한적인 공세를 시작하기로 결정했다.
공중 캠페인이 계속되면서 연합군의 이라크 공세에 대한 기대는 줄어들었다. 그 결과, 미국은 제18 공수군단과 제7 군단을 서쪽으로 480 킬로미터 (300 마일) 재배치했다. 연합군 지도부는 이라크군이 공세를 시작한다면 남부 쿠웨이트의 알와프라 유전에서 시작될 것이라고 믿었다.

## 전투 서열

1991년 2월 24-28일 기준 쿠웨이트 작전 지역에 배치된 연합군 및 이라크 부대 지도.

이라크군은 전장에 350,000명에서 500,000명 사이의 병력을 보유했으며, 8개 공화국 수비대 사단을 포함한 51개 사단으로 조직되었다. 공화국 수비대 부대는 일반적으로 최신 장비를 받았고, 예를 들어, 전쟁 직전 이라크 육군에 있던 약 1,000대의 T-72 전차 대부분이 공화국 수비대 사단에 배치되어 있었다. 쿠웨이트 작전 지역 (KTO)에 있는 이라크 육군에는 또한 대부분 직업 군인으로 구성되었지만 공화국 수비대보다 일반적으로 낮은 등급의 무기를 가진 9개의 중보병 사단이 포함되어 있었다.
공화국 수비대 소속이 아닌 대부분의 기갑 부대는 주로 T-55 또는 그 중국산 동등 모델인 59식과 69식과 같은 구형 전차를 사용했다. 나머지 34개 사단은 훈련이 제대로 되지 않은 징집병으로 구성되었다. 이 사단들은 전선을 따라 여러 돌파 지점을 통해 연합군을 유도하여 이라크 육군의 중보병 사단과 공화국 수비대 부대가 연합군을 고립시키고 역습할 수 있도록 배치되었다. 그러나 이라크군은 서쪽 측면을 열어두어 글로벌 포지셔닝 시스템 및 기타 새로운 기술을 통해 가능해진 전술을 고려하지 못했다.
사우디아라비아에 연합군은 원래 20만 명 이상의 병력, 750대의 항공기, 1,200대의 전차를 배치했다. 이는 빠르게 3,600대의 전차와 60만 명 이상의 병력으로 증가했으며, 그 중 50만 명 이상이 미국 출신이었다.

### 이라크군
사우디아라비아 공격을 위해 이라크 제3군단과 제4군단 소속 제1 기계화사단, 그리고 여러 특공대가 배정되었다. 살라흐 아부드 마흐무드 소장(총 공세도 지휘)이 지휘하는 제3군단은 제3 기갑사단과 제5 기계화사단뿐만 아니라 여러 보병사단을 보유했다. 제4군단 사령관은 아야드 칼릴 자키 소장이었다. 제3기갑사단은 T-72 전차를 보유했는데, 이는 공화국 수비대가 아닌 부대 중 유일하게 이 전차를 보유한 부대였으며, 다른 기갑대대는 T-62와 T-55를 보유했고, 일부는 소련의 비폭발성 및 비에너지 반응장갑과 유사한 이라크식 부가 장갑(일명 "눈썹" 라미네이트 장갑 또는 BDD)을 장착했다.
카프지 전투 동안, 이 개량된 T-55들은 밀란 대전차 미사일의 충격을 견뎌냈다. 이 사단들은 또한 BMP-1과 같은 장갑차, BRDM-2와 같은 정찰 차량, 그리고 여러 종류의 포병을 보유했다. 또한 이 전선에 배치되었지만 침공에 참여하지 않기로 결정된 5개의 보병사단은 국경을 따라 방어 진지에 남아 있으라는 명령을 받았다.

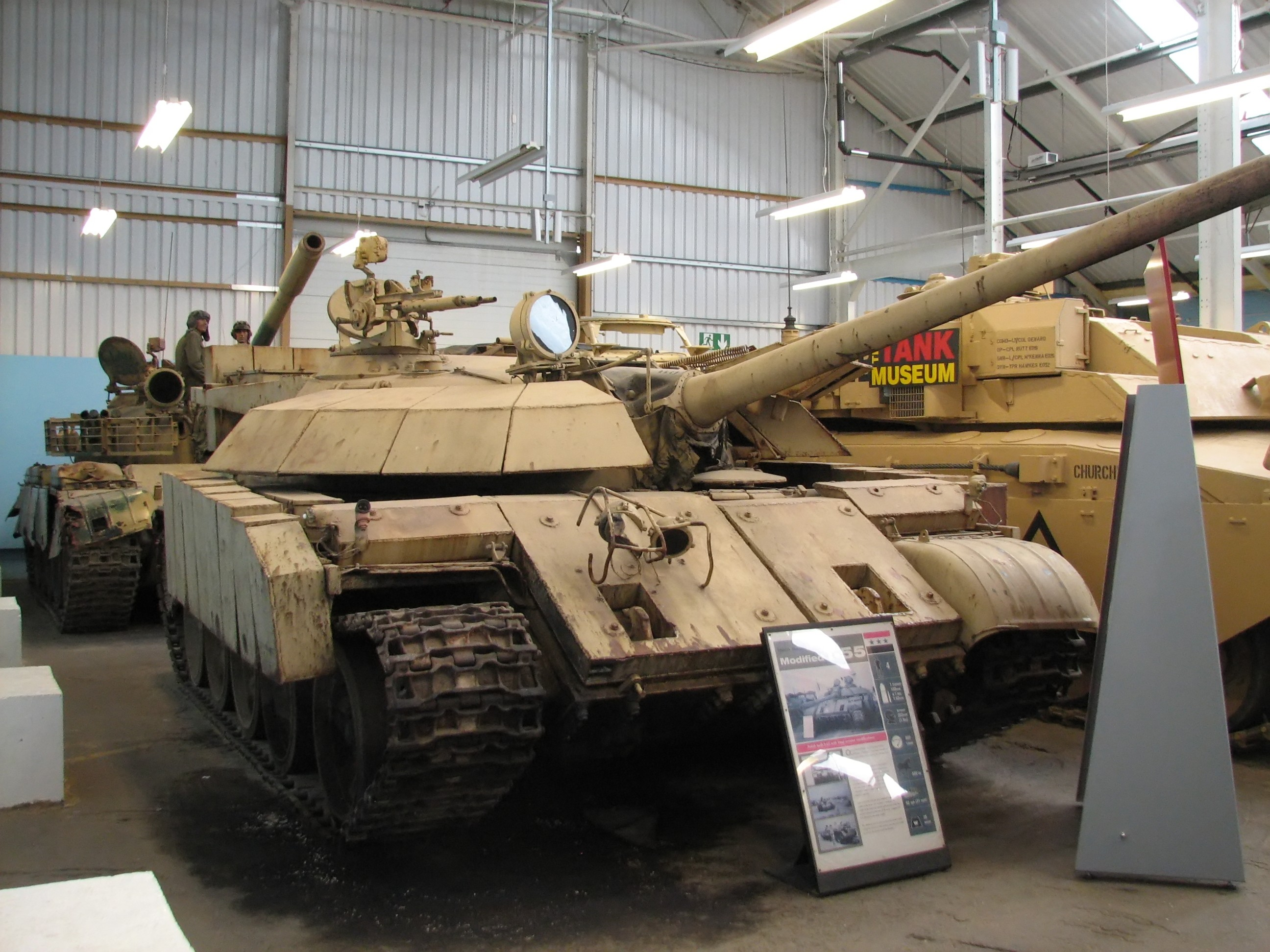
카프지 전투에서 사용된 이라크군의 T-55 전차 개량형, 코드네임 에니그마.

미 해병대 정찰대는 이라크군이 쿠웨이트의 와프라 마을 근처 국경을 넘어 약 6만 명의 병력을 5~6개 사단으로 집결시켰다고 추정했다. 보병사단은 보통 3개 여단에 특공대가 소속되어 있었지만, 일부 보병사단은 최대 8개 여단을 가질 수 있었고, 대부분의 국경 지역 보병사단은 주로 탈영으로 인해 병력이 부족했다.
기갑 및 기계화 사단은 보통 3개의 여단을 사용했으며, 각 여단은 최대 4개의 전투 대대를 보유했다. 사단 유형에 따라 이들은 일반적으로 3:1의 비율로 구성되었는데, 3개의 기계화 대대와 1개의 기갑 대대, 또는 그 반대였다. 국경에 배치된 병력의 규모를 감안할 때, 이라크군은 카프지 점령 후에도 공세를 계속하여 담맘의 귀중한 유전을 점령할 계획이었던 것으로 추정된다.
공격은 4개 방향으로 이루어졌다. 제1기계화사단은 제7, 14보병사단을 통과하여 제3기갑사단의 측면을 보호하고, 제3기갑사단은 카프지 서쪽에서 방어 병력을 제공하는 동안 제5기계화사단이 도시를 점령한다. 그 후 제1기계화사단과 제3기갑사단은 쿠웨이트로 철수하고, 제5기계화사단은 연합군이 역공을 시작할 때까지 기다린다. 주요 목표는 연합군 병력에게 막대한 사상자를 내고 포로를 확보하는 것이었다. 사담 후세인은 이를 연합군과의 훌륭한 협상 도구가 될 것이라고 이론화했다.
부대가 사우디아라비아 국경으로 이동하는 동안, 많은 부대가 연합군 항공기의 공격을 받았다. 알와프라 숲 주변에서는 약 1,000대의 이라크 장갑 전투 차량이 로카이 클러스터 폭탄을 장착한 해리어 항공기의 공격을 받았다. 또 다른 이라크 장갑 차량 호송대는 A-10의 공격을 받아 선두 및 후미 차량이 파괴된 후, 고립된 나머지 차량들을 체계적으로 공격당했다. 이러한 공습으로 인해 공세에 투입될 이라크군 병력의 대부분이 참여하지 못했다.
|                  | T-72                            | T-55                              | T-62                           | BMP-1                             |
| ---------------- | ------------------------------- | --------------------------------- | ------------------------------ | --------------------------------- |
| 중량             | 37.6 t (41.5 미국톤s)           | 36 t (39.7 tons)                  | 40 t (44 tons)                 | 13.9 t (15.3 tons)                |
| 주포             | 125 mm 2A46D 활강포 (4.92 인치) | 100 mm D-10T2S 강선포 (3.94 인치) | 115 mm U-5T 활강포 (4.53 인치) | 73 mm 2A2B 그롬 저압포 (2.9 인치) |
| 탄약             | 44 발                           | 43 발                             | 40 발                          | 40 발                             |
| 도로 주행 거리   | 480 km (300 mi)                 | 500 km (310 mi)                   | 300–450 km (190–280 mi)        | 500 km (310 mi)                   |
| 엔진 출력        | 580 kW (790 PS; 780 hp)         | 433 kW (589 PS; 581 hp)           | 433 kW (589 PS; 581 hp)        | 224 kW (305 PS; 300 hp)           |
| 최고 속도 (도로) | 60 km/h (37 mph)                | 51 km/h (32 mph)                  | 50 km/h (31 mph)               | 65 km/h (40 mph)                  |

### 연합군
병력 증강 동안, 미국은 이라크군에 대한 정보를 수집하기 위해 쿠웨이트-사우디아라비아 국경을 따라 관측 초소를 건설했다. 이들은 미 해군 네이비 실, 미 해병대 포스 리콘 및 육군 특수부대 요원들이 배치되었다. 관측 초소 8은 동쪽 해안에 가장 멀리 떨어져 있었고, 나머지 7개의 관측 초소는 최남단 쿠웨이트의 지리적 돌출부인 "힐(heel)" 끝까지 각각 20 km (12 mi) 간격으로 배치되었다. 관측 초소 8과 7은 카프지로 이어지는 해안 도로를 내려다보고 있었으며, 이곳은 도시 침공의 가장 유력한 경로로 간주되었다. 제1해병사단은 관측 초소 4, 5, 6(태스크 포스 셰퍼드)에 3개 중대를 배치했고, 제2해병사단의 제2 경장갑 보병대대는 관측 초소 1과 알와프라 유전 사이에 스크린을 설치했다. 미 육군 제2기갑사단은 해병대에 필요한 장갑 지원을 제공하기 위해 제1여단을 파견했다.
사우디아라비아는 카프지 방어를 아부 바크르 태스크포스에 소속된 제2 사우디아라비아 국민위병 여단에 맡겼다. 제2 사우디아라비아 국민위병 여단 제5대대는 관측 초소 7 아래에서 카프지 북쪽과 서쪽에 스크린을 설치했다. 당시 사우디아라비아 국민위병 여단은 최대 4개의 차량화 대대를 가질 수 있었고, 각 대대는 3개의 전선 중대를 보유했다. 여단은 명목상 약 5,000명의 병력을 가졌다. 사우디아라비아는 또한 사우디아라비아 해병대, 모로코 기계화 보병 대대, 세네갈 보병 2개 중대로 구성된 타리크 태스크포스를 배치했다. 추가로 2개의 태스크포스, 오스만 및 오마르 태스크포스는 국경에서 남쪽으로 약 3 km (1.9 mi) 떨어진 곳에 스크린을 제공하는 2개의 국방항공부 기계화 여단으로 구성되었다. 카프지 남쪽 도로는 카타르 전차 대대의 지원을 받는 사우디아라비아 국민위병 대대 1개가 담당했다. 국가의 주요 방어선은 스크린에서 남쪽으로 20 km (12 mi) 떨어진 곳에 배치되었다.
아랍 연합군의 대부분은 칼레드 빈 술탄 장군이 지휘했다. 카프지 주변의 병력은 동부 합동군 사령부로 조직되었고, 북부 합동군 사령부는 관측 초소 1과 쿠웨이트-이라크 국경 사이를 방어했다.

쿠웨이트의 "힐(heel)".

|                | AMX-30                            | V-150                           | LAV-25                   |
| -------------- | --------------------------------- | ------------------------------- | ------------------------ |
| 중량           | 36 t (39.7 미국톤s)               | 10 t (11.02 tons)               | 16.3 t (18 tons)         |
| 주포           | 105 mm 모델 F1 강선포 (4.13 인치) | 90 mm 코커릴 강선포 (3.54 인치) | 25 mm 기관포 (0.98 인치) |
| 탄약           | 50 발                             | 39 발                           | 420 발                   |
| 도로 주행 거리 | 600 km (370 mi)                   | 643 km (400 mi)                 | 660 km (410 mi)          |
| 엔진 출력      | 780 PS (573.7 kW)                 | 202 PS (148.6 kW)               | 350 PS (257.4 kW)        |
| 최고 속도      | 60 km/h (37 mph)                  | 88 km/h (55 mph)                | 99 km/h (62 mph)         |

## 전투
1991년 1월 27일, 이라크 대통령 사담 후세인은 바스라에서 작전을 지휘할 이라크 육군 두 군단장과 살라흐 마흐무드 소장을 만났고, 살라흐 마흐무드 소장은 1월 30일까지 카프지를 점령할 것이라고 보고했다. 바그다드로 돌아가는 길에 사담 후세인의 차량 행렬은 연합군 항공기의 공격을 받았으나, 이라크 지도자는 무사히 탈출했다.
1월 28일 내내 연합군은 임박한 이라크 공세를 시사하는 여러 경고를 받았다. 연합군은 두 대의 최신 E-8A 조인트 스타즈 항공기를 운용하고 있었는데, 이 항공기들은 카프지 맞은편 지역으로 이라크군이 배치되고 이동하는 것을 포착했다. 관측 초소 2, 7, 8도 국경을 따라 이라크군의 대규모 정찰 활동을 감지했으며, 그들의 소규모 항공-해군 포병 연락 해병대 팀은 하루 종일 공습 및 포격 지원을 요청했다. 제1 정찰, 수색 및 정보 그룹의 전방 사령부 사령관인 리처드 배리 중령은 중부사령부에 임박한 공격에 대한 경고를 보냈다. 그러나 중부사령부 지도부는 공중 작전에 너무 몰두하여 이를 무시했고, 따라서 이라크 작전은 기습적으로 이루어졌다.

### 이라크 공세의 시작: 1월 29일

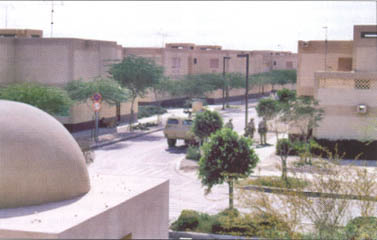
전투 전 카프지 시의 모습.

이라크의 공세는 1월 29일 밤에 시작되었는데, 약 2,000명의 병력이 수백 대의 장갑 전투 차량을 타고 남쪽으로 이동했다. 미 공군의 공군대학교의 전후 분석에 따르면, 이라크는 제3기갑사단과 제5기계화사단을 카프지에 대한 실제 공격에 활용하고, 제1기계화사단은 공격 부대의 서쪽 측면을 보호하도록 계획한 것으로 보인다. 사우디아라비아로의 이라크 침공은 주로 T-62 전차와 장갑차(APC)로 구성된 세 개의 종대로 이루어졌다. 걸프 전쟁의 첫 지상전은 알-자브르 경찰 건물에 세워진 관측 초소 4(OP-4) 근처에서 발생했다. 알-자브르 상공의 고지를 점령하라는 명령을 받은 이라크 제6기갑여단 소속 병력은 알-자브르에서 연합군 부대와 교전했다. 20:00시에 관측 초소에 있던 미 해병대원들은 야간 투시 장비로 대규모 장갑 차량을 발견하고 대대 본부에 연락을 시도했으나 응답을 받지 못했다. 이전에는 통신에 문제가 없었으므로 정찰 소대 무전기가 재밍되고 있다는 강한 추정이 있었다. 로스 중위는 전령을 통해 소대에 경고하고 상급 본부와 D중대에 다가오는 이라크군에 대해 알리려고 계속 시도했다. 20:30시가 되어서야 연락이 이루어졌고, 이는 태스크포스 셰퍼드가 위협에 대응하도록 촉발했다. 관측 초소 4의 연합군 병사들은 경무장했으며, 공중 지원을 요청하기 전에 TOW 대전차 미사일로만 대응할 수 있었다. 21:30시까지 공중 지원이 도착하여 F-15E, F-16C, 4대의 A-10 전차 킬러, 3대의 AC-130 건쉽이 OP-4에서 이라크군과 연합군 지상군 간의 치열한 교전에 개입했다. OP-4에 주둔하던 정찰 소대가 가장 먼저 공격을 받았고, 다른 중대가 엄호 사격을 제공하여 이들의 철수를 도왔다. OP-4에 주둔하던 병사들이 이라크군의 진격을 저지하거나 지연시키려던 시도로 인해 여러 명의 사상자가 발생했고, 이라크군의 강력한 반격에 직면하여 지휘관의 명령에 따라 남쪽으로 철수해야 했다.

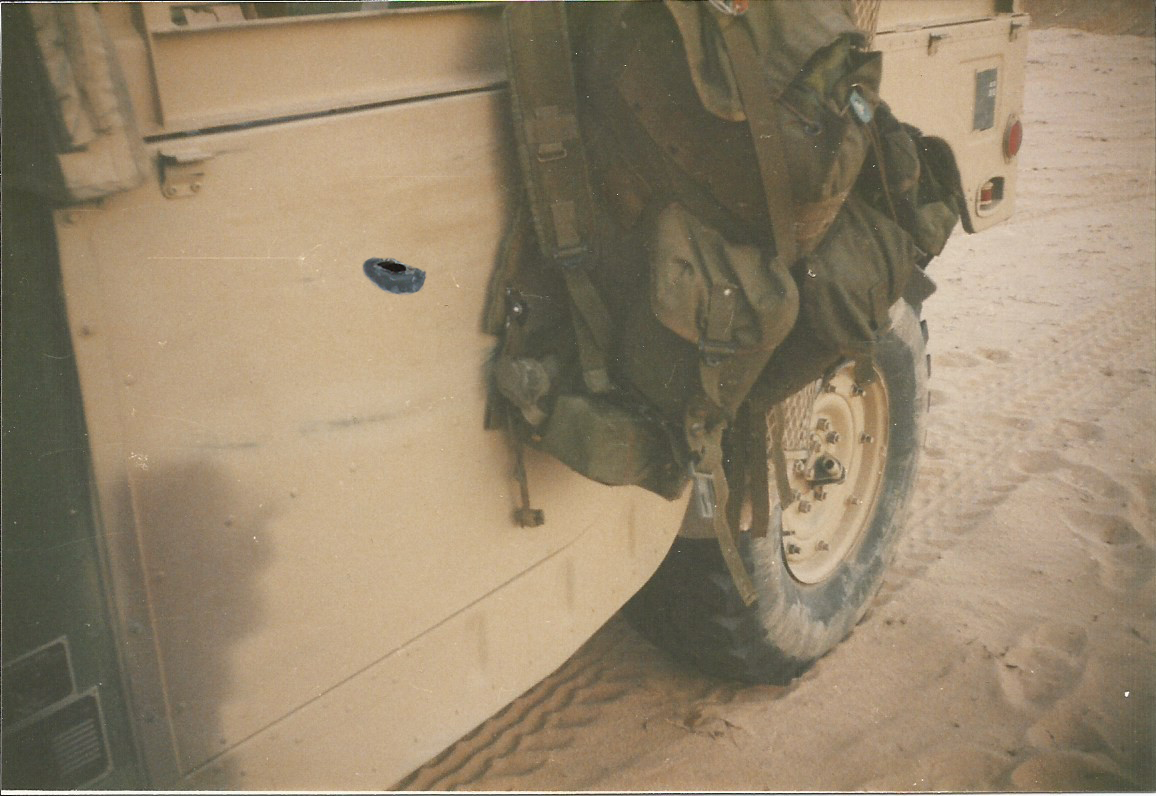
험비. 카프지 전투 중 제1차 이라크 지상 공세에서 소화기 사격을 맞은 해병대 상병 리처드 러벨이 운전하던 험비.

철수를 엄호하기 위해 중대 소속의 LAV-25와 LAV-AT(대전차형) 소대가 이라크군과 교전하기 위해 이동했다. 허락을 받은 후, 대전차 차량 중 하나는 이라크 전차라고 생각한 목표에 사격을 개시했다. 그러나 미사일은 수백 미터 앞에 있던 아군 LAV-AT를 파괴했다. 이러한 손실에도 불구하고 소대는 계속 전진하여 곧 LAV-25의 기관포로 이라크 전차에 발포했다. 포격은 전차의 장갑을 관통하지 못했지만, 전차의 광학 장비를 손상시켜 전차들이 효과적으로 반격하는 것을 방해했다.
곧이어 여러 대의 A-10 지상 공격기가 도착했으나 적 목표를 정확히 찾아내기 어려워 조명탄을 투하하여 지역을 밝히기 시작했다. 이 조명탄 중 하나가 아군 차량에 떨어졌고, 차량이 무전으로 자신의 위치를 알렸음에도 불구하고 AGM-65 매버릭 공대지 미사일에 피격되어 운전병을 제외한 승무원 전원이 사망했다. 이 사건 이후 해당 중대는 철수하고 남은 차량들은 다른 인근 중대로 재편성되었다. 관측 초소 4가 확보되자, 이라크 제6기갑여단은 연합군 항공기의 맹렬한 공격을 받으며 알와프라 국경을 넘어 철수했다. 연합군은 아군 사격으로 11명의 병력을 잃었지만, 적의 행동으로 인한 손실은 없었다.
관측 초소 4에서 사건이 전개되는 동안, 이라크 제5기계화사단은 관측 초소 1 근처의 사우디아라비아 국경을 넘었다. 이라크 부대를 차단하고 있던 제2경보병장갑대대 A중대는 60~100대의 BMP로 이루어진 종대를 보고했다. 이 종대는 연합군 A-10과 해리어 점프젯의 공격을 받았다. 이어서 약 29대의 전차로 이루어진 또 다른 종대가 나타났다. 그 중 한 대의 T-62 전차가 대전차 미사일에 피격되어 파괴되었다. A-10과 F-16이 제공한 연합군 공중 지원은 관측 초소 1을 통한 이라크군의 진격을 저지했으며, 궁극적으로 쿠웨이트 국경 너머로 공격을 격퇴했다. 항공기들은 밤새도록 다음날 아침까지 종대를 계속 공격했다. 관측 초소 2에 접근하던 또 다른 이라크 전차 종대도 항공기의 공격을 받아 그날 밤 격퇴되었다.

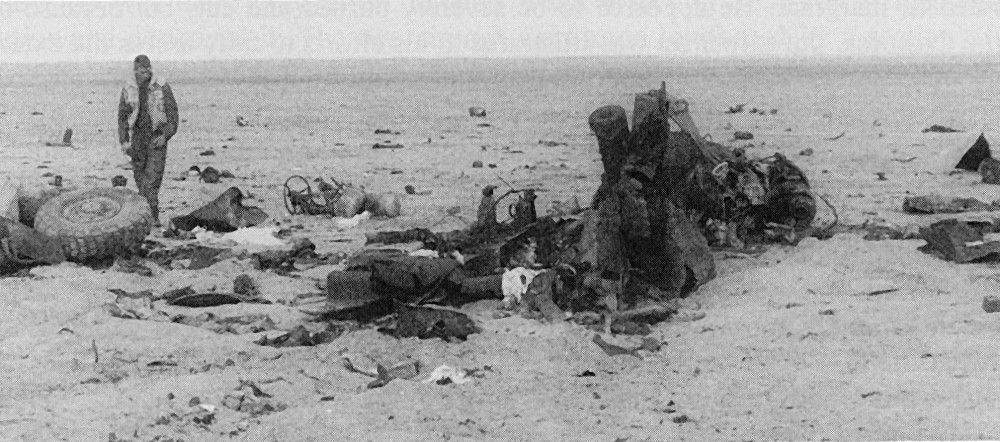
알와프라 근처 관측 초소 4 주변 전투 중 아군 대전차 미사일에 의해 파괴된 LAV-AT.

추가 이라크군은 동쪽, 여전히 해안선을 따라, 카프지 시를 향해 사우디아라비아 국경을 넘었다. 이 이라크 전차들은 제2 사우디아라비아 국민위병 여단 제5기계화대대에 의해 저지되었다. 이 대대는 이라크군과 교전하지 말라는 명령을 받았기 때문에 심한 포격을 받자 철수했다. 제8 및 제10 사우디아라비아 국민위병 여단 소속 병력도 유사한 저지 작전을 수행했다. 교전 금지 명령 때문에 카프지로 가는 도로는 열려 있었다. 한 지점에서 다른 종대의 이라크 T-55들이 사우디아라비아 국경까지 접근하여 항복할 의사를 나타냈다. 사우디아라비아군이 접근하자, 이들은 포탑을 돌려 발포했다. 이에 인근 AC-130의 공중 지원이 요청되어 차량 13대가 파괴되었다.
그럼에도 불구하고, 이라크군의 카프지 진격은 이 지역에서 계속되었고, AC-130의 반복적인 공격에도 불구하고 이어졌다. 사우디아라비아 지휘관들이 진격하는 이라크 종대에 대한 추가 공습을 요청했으나, 요청된 중공격 지원이 도착하지 않아 실패했다. 카프지는 1월 30일 00:30경 점령되었으며, 제1해병사단 소속 6인 정찰팀 2개조가 도시에 갇혔다. 이 팀은 도시 남부에 위치한 2개 아파트 건물을 점령하고, 이라크군이 지역 수색을 중단하도록 설득하기 위해 자신들의 위치에 포격을 요청했다. 밤새도록 헬리콥터와 고정익 항공기로 구성된 연합군 공중 지원은 이라크 전차와 포병을 계속 공격했다.

### 초기 대응: 1월 30일
카프지 점령에 당황한 사우디아라비아 사령관 칼레드 빈 술탄 장군은 미군 노먼 슈워츠코프 장군에게 도시 안팎의 이라크군에 대한 즉각적인 공중 작전을 요청했다. 그러나 건물 때문에 항공기가 너무 가까이 가지 않고서는 목표물을 발견하기 어렵다는 이유로 거절되었다. 대신 아랍 지상군이 도시를 탈환하기로 결정되었다. 이 임무는 사우디아라비아 국민위병 제2여단 제7대대에 맡겨졌는데, 이 대대는 사우디아라비아 보병과 V-150 장갑차, 그리고 태스크포스에 배속된 카타르 전차 중대 두 개로 구성되어 있었다. 이들은 미 육군 특수부대와 해병대 정찰 요원들의 지원을 받았다.
이 부대는 사우디아라비아 육군 마타르 중령의 지휘를 받았고, 17:00시에 출동했다. 부대는 카프지 남쪽에서 미 해병대 제3연대 병력과 합류하여 도시를 직접 공격하라는 명령을 받았다. 이라크 T-55 소대가 도시 남쪽을 공격하여 카타르군 AMX-30에 의해 T-55 3대가 파괴되고, 이라크 전차 1대가 포획되었다. 어떠한 협조된 포병 지원도 없이, 포격 지원은 제10해병연대에서 제공했다.

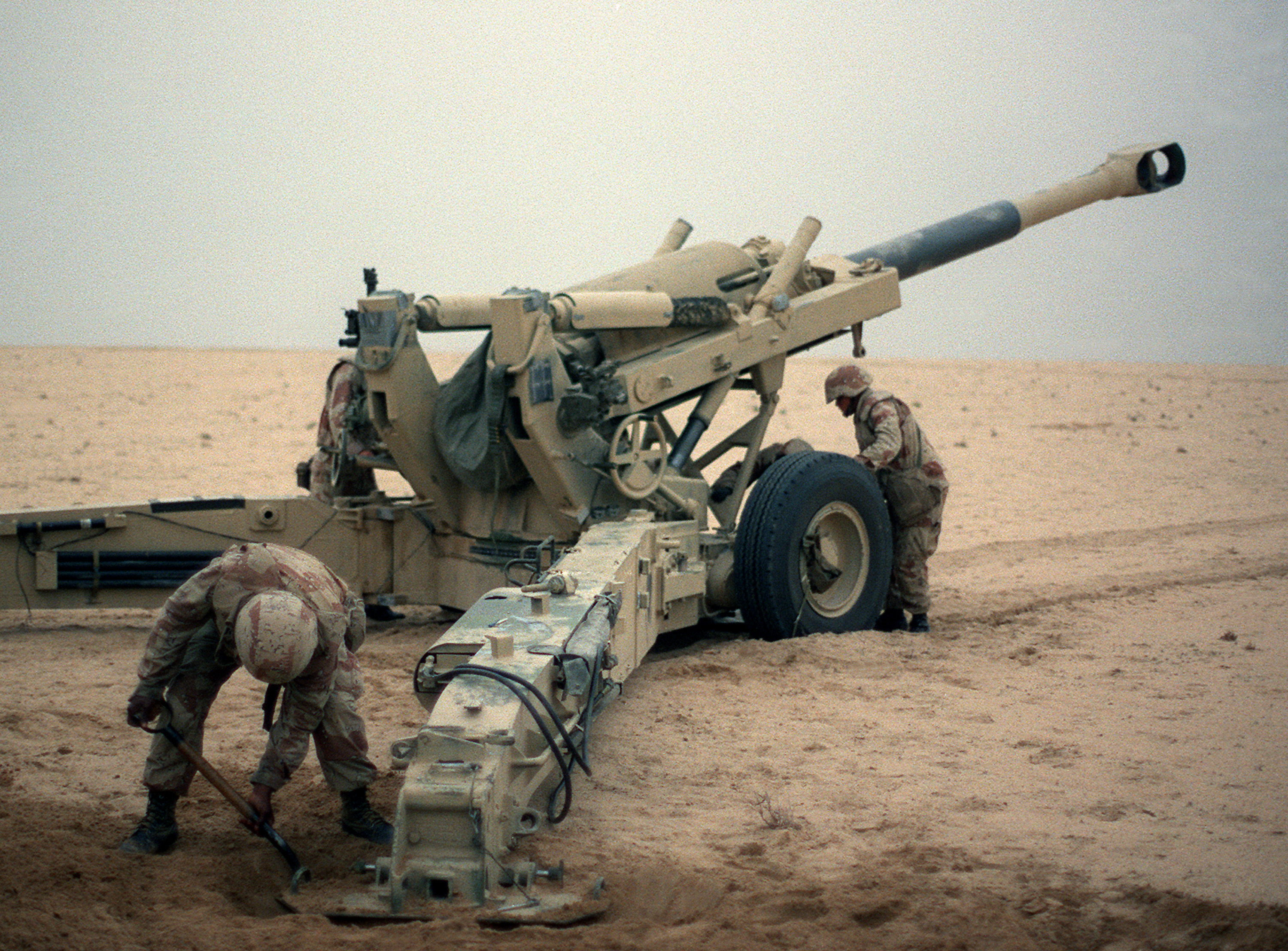
제10해병연대의 포병 지원.

도시 탈환을 위한 초기 시도는 미 해병대 포병의 15분간 예비 포격으로 시작되었다. 사우디아라비아군의 공격은 이라크군의 강력한 화력에 막혀 V-150 한 대를 잃고 격퇴되었다. 사우디아라비아군은 인접 부대의 두 개 중대를 7대대에 추가로 증원했다.
한편, 사우디아라비아 국민위병 제2여단 제5대대는 카프지 북쪽으로 이동하여 도시로 진입하려는 이라크군 증원군을 저지했다. 이 부대는 제8국방항공부 여단에 의해 추가로 보강되었고, 연합군 공중 지원의 큰 도움을 받았다. 다음 날 아침 아군 사격에 대한 우려로 제8국방항공부 여단이 철수해야 했지만, 연합군 항공기는 이라크군이 더 많은 병력을 카프지로 이동시키려는 시도를 성공적으로 저지했으며, 대규모 이라크군이 사우디아라비아군에 항복하도록 만들었다.
그날 밤, 미 육군 중장비 수송차 두 대가 카프지 시로 진입했는데, 길을 잃은 것으로 보였고 이라크군의 사격을 받았다. 한 대는 방향을 돌려 탈출했지만, 다른 한 대의 운전병 두 명은 부상을 입고 포로로 잡혔다. 이로 인해 제3해병연대 3대대가 구조 작전을 조직하여 부상당한 운전병 두 명을 구출하기 위해 30명의 병력을 보냈다. 큰 저항을 받지 않았음에도 불구하고, 이미 포로로 잡혀간 두 운전병을 찾지 못했다. 해병대는 불에 탄 카타르군 AMX-30과 사망한 승무원을 발견했다. 이른 아침 시간, 안전에 상당한 위험이 있었음에도 불구하고 상공을 감시하던 AC-130은 해가 뜰 때까지 머물렀다. 이 항공기는 이라크 지대공 미사일(SAM)에 격추되어 탑승자 14명 전원이 사망했다.
연합군 항공기와 사우디아라비아 및 카타르 지상군의 저지 노력은 점령 중인 이라크군에 영향을 미쳤다. 사담 후세인이 이 지상전을 "모든 전투의 어머니"라고 명명한 것을 언급하며, 이라크군 살라흐 장군은 "어머니가 자기 자식들을 죽이고 있다"고 말하며 철수를 요청하는 무전을 보냈다. 전투 시작 이후 연합군 항공기는 이 지역의 이라크군 부대에 대해 최소 350회 출격했으며, 1월 30일 밤부터 31일 밤까지 연합군 공중 지원은 사우디아라비아 국경에 집결한 이라크 제3군단 부대도 공격하기 시작했다.

### 카프지 탈환: 1월 31일 – 2월 1일
1월 31일, 도시 탈환 노력이 새로 시작되었다. 공격은 08:30에 시작되었고, 강력하지만 대부분 부정확한 이라크군의 포격에 직면했다. 그러나 사우디아라비아 V-150 장갑차 3대가 근거리에서 RPG-7에 의해 파괴되었다. 사우디아라비아 여단 제8대대는 10:00까지 도시에 배치될 것을 명령받았고, 북쪽의 제5대대는 도시로 진입하려는 또 다른 이라크 전차 대열과 교전했다. 후자의 교전으로 약 13대의 이라크 전차와 장갑차가 파괴되었고, 6대의 차량과 116명의 이라크 병사가 포로로 잡혔으며, 사우디아라비아 대대는 2명의 전사자와 2명의 부상자를 냈다. 제8대대는 북동쪽에서 도시로 진입하여 제7대대와 합류했다. 이 부대들은 도시 남부를 소탕했고, 18:30에 제7대대가 남쪽으로 철수하여 휴식과 재무장을 하는 동안 제8대대는 카프지에 남아 있었다. 두 카타르 전차 중대는 미 해병 포병 및 공중 지원을 받아 도시 북쪽으로 이동하여 이라크 증원군을 저지했다.
제8대대는 건물 소탕을 계속했고, 제7대대가 남쪽으로 철수할 때까지 사우디아라비아군은 약 18명의 전사자와 50명의 부상자, 그리고 7대의 V-150 차량을 잃었다. 연합군 항공기는 낮과 밤 내내 강력한 지원을 계속했다. 이란-이라크 전쟁 참전 용사는 연합군 공군력이 "이란과의 8년간의 전투보다 30분 만에 여단에 더 큰 피해를 입혔다"고 나중에 언급했다. 전투 중, 이라크 수륙양용 부대가 해안에 상륙하여 카프지로 이동하기 위해 파견되었다. 보트가 페르시아만을 통해 카프지로 향하는 동안, 미군과 영국 항공기가 이라크 보트들을 개방된 곳에서 발견하여 이라크 수륙양용 부대의 90% 이상을 파괴했다.
사우디아라비아와 쿠웨이트군은 다음날 작전을 재개했다. 약 20대의 장갑 차량을 가진 이라크군 2개 중대는 도시 안에 남아 있었고 밤새도록 돌파하려 시도하지 않았다. 사우디아라비아 제8대대가 도시 남부에서 작전을 계속하는 동안, 제7대대는 도시 북부 지역을 소탕하기 시작했다. 이라크군의 저항은 산발적이었고 대부분의 이라크 병사들은 현장에서 항복했다. 그 결과, 1991년 2월 1일 도시는 재탈환되었다.

## 여파

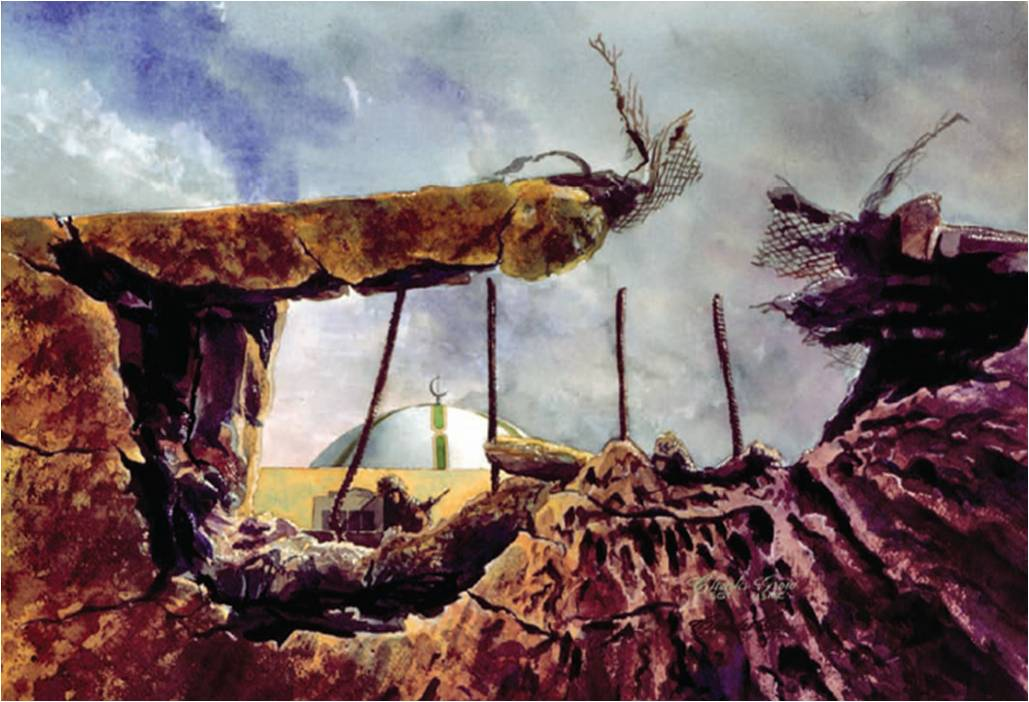
미 해병대 제3대대 3대대 병사들을 그린 그림 '카프지 청소'.

전투 중 연합군은 전사자 43명, 부상자 52명의 사상자를 냈다. 여기에는 아군 사격으로 사망한 11명을 포함하여 미군 전사자 25명과 이라크 SAM에 격추된 AC-130 탑승자 14명이 포함된다. 미군은 또한 2명의 병사가 부상을 입고 다른 2명의 병사가 카프지에서 포로로 잡혔다.
사우디아라비아군 사상자는 전사 18명, 부상 50명이었다. 사우디 주력전차 2대와 경장갑 V-150 10대가 파괴되었다. V150의 대부분은 카프지 시내 근접 전투에서 RPG-7 사격에 의해 파괴되었다. 두 대의 주력전차 중 한 대는 T-55의 100mm 주포탄에 피격되었다.
이라크는 사상자를 사망 71명, 부상 148명, 실종 702명으로 기록했다. 전투에 참여한 미군 소식통은 이라크군 300명이 사망하고 최소 90대의 차량이 파괴되었다고 주장한다. 또 다른 소식통은 이라크군 60명이 사망하고 최소 400명이 포로로 잡혔으며, 최소 80대의 장갑차가 파괴되었다고 언급한다. 그러나 이 사상자들은 카프지 내부와 바로 북쪽에서의 전투에 기인한다.
정확한 사상자 수는 불확실하지만, 이라크군의 세 개 기계화/기갑 사단의 대부분은 파괴되었다.
이라크의 카프지 점령은 이라크에게 큰 선전전 승리였다. 1월 30일 이라크 라디오는 그들이 "아랍 영토에서 미국인들을 축출했다"고 주장했다. 아랍 세계의 많은 이들에게 카프지 전투는 이라크의 승리로 여겨졌고, 후세인은 이 전투를 정치적 승리로 바꾸기 위해 가능한 모든 노력을 기울였다. 반면에, 전투가 진행될수록 미국군 내부에서는 사우디아라비아군과 쿠웨이트군 능력에 대한 신뢰가 증가했다. 카프지 이후, 연합군 지도부는 이라크군이 "속이 빈 병력"이라고 느끼기 시작했고, 이는 그 달 후반에 시작될 연합군의 지상 공세 동안 그들이 직면할 저항의 정도에 대한 인상을 주었다. 이 전투는 사우디아라비아 정부에게는 영토를 성공적으로 방어한 중요한 선전전 승리로 여겨졌다.
1월 29일부터 2월 1일까지의 교전이 성공적이었음에도 불구하고, 연합군은 2월 24일 밤부터 25일 밤이 되어서야 쿠웨이트와 이라크에 대한 주력 공세를 시작했다. 이라크 침공은 약 48시간 후에 완료되었다. 카프지 전투는 지상군에 대한 공중 지원의 중요성을 보여주는 현대적 사례가 되었다. 이 전투는 연합군에게 사막의 폭풍 작전이 어떻게 전개될지에 대한 단서를 제공했지만, 미군 사망자의 거의 절반을 차지했던 아군 사격으로 인한 미래의 사상자 발생 가능성도 시사했다.

## 더 읽을거리
- Atkinson, Rick (1993). 《Crusade: the untold story of the Persian Gulf War》. Houghton Mifflin. ISBN 0-395-71083-9. OCLC 28378277.
- Dewer, Michael (1992). 《War in the streets: the story of urban combat from Calais to Khafji》. David & Charles. ISBN 0-7153-9477-0.
- 2nd Armored Division "Hell on Wheels" by Steven Smith
- Morris, David J. (2004). 《Storm on the horizon : Khafji—the battle that changed the course of the Gulf War》. New York: Free Press. 317쪽. ISBN 978-0-7432-3557-0.

틀:걸프 전쟁